# جيم شابن (متزلج سريع)
جيم شابن (بالإنجليزية: James Thomas Chapin)‏ هو متزلج سريع أمريكي، ولد في 27 فبراير 1955 في مقاطعة سانت لويس في الولايات المتحدة.

## وصلات خارجية
- جيم شابن على موقع SpeedSkatingBase.eu (الإنجليزية)
- جيم شابن على موقع SpeedSkatingNews.info (الإنجليزية)
- جيم شابن على موقع SpeedSkatingStats.com (الإنجليزية)
- جيم شابن على موقع أوليمبيديا (الإنجليزية)